# LUXURY 22-24pm
『LUXURY 22-24pm』（ラグジュアリー・トゥエンティーツー・トゥエンティーフォー・ピーエム）は、大黒摩季の4枚目のベスト・アルバム。2017年12月20日に発売されたリマスター盤『LUXURY 22-24pm & 4you』(ラグジュアリー・トゥエンティーツー・トゥエンティーフォー・ピーエム・フォー・ユー)も当項で解説する。

## 内容
- 収録曲全曲を改めてアレンジ、レコーディングしたセルフカバー・ベストとして発売された。初回限定盤のみのDISC2は洋楽のカバー集。
- デビュー15周年を経て、CAMエンタテイメントへ移籍、その移籍後第1弾となる作品である。
- 公式サイトでリクエストを行い収録曲を決定。「DA・KA・RA」「あなただけ見つめてる」といったミリオンセラーのシングル曲が収録されるが、「ら・ら・ら」などの「Weep〜maki ohguro The Best Ballads Collection〜」で既にセルフカバーされている楽曲は収録されていない。
- ビーイング所属時代の楽曲が原曲で収録されていないのは、原盤権をビーイングが所有しているためで、レコード会社の許諾なく、原曲を維持したままの収録が行えないためである。これは「Weep」でも同様である。
- クレジットにおいて、全曲の作詞が大黒摩季&ビーイング・スタッフとなっているが、東芝EMIへ移籍した後の作品となる「虹ヲコエテ」ではビーイング・スタッフは関与していないので、誤植と思われる[1]。
- 2017年12月のリマスター盤発売決定に伴い、2009年盤は廃盤が決定している[1]。

## 収録曲

### DISC-1
1. Harlem Night
作詞：大黒摩季&ビーイング・スタッフ　作曲：大黒摩季　編曲：キハラ龍太郎
2. Twisty Love
作詞：大黒摩季&ビーイング・スタッフ　作曲：大黒摩季　編曲：塚崎陽平
  - オリジナルバージョンとは異なる音源であるが、この曲が大黒公認のアルバムに収録されるのは本作が初めてである。
3. DA・KA・RA
作詞：大黒摩季&ビーイング・スタッフ　作曲：大黒摩季　編曲：TOKU
4. 夏が来る
作詞：大黒摩季&ビーイング・スタッフ　作曲：大黒摩季　編曲：澤田浩史
5. あなただけ見つめてる
作詞：大黒摩季&ビーイング・スタッフ　作曲：大黒摩季　編曲：Jazztronik
6. 虹ヲコエテ
作詞・作曲：大黒摩季　編曲：DEPAPEPE
7. あぁ
作詞：大黒摩季&ビーイング・スタッフ　作曲：大黒摩季　編曲：仲井戸麗市
8. Stay with me baby
作詞：大黒摩季&ビーイング・スタッフ　作曲：大黒摩季　編曲：武部聡志
9. 子供の国へ
作詞：大黒摩季&ビーイング・スタッフ　作曲：大黒摩季　編曲：河野圭
  - シングルバージョンとは異なる音源であるが、本作でアルバム初収録となった。
10. STOP MOTION
作詞：大黒摩季&ビーイング・スタッフ　作曲：大黒摩季　編曲：大黒摩季

### DISC-2 (初回限定盤のみ)
1. SAVING ALL MY LOVE FOR YOU
オリジナル：ホイットニー・ヒューストン
編曲：西平彰
2. ALMOST PARADISE 〜featuring 中西圭三〜
オリジナル：マイク・レノ&アン・ウィルソン（映画『フットルース』より）
編曲：松原憲
3. BEAUTY AND THE BEAST 〜featuring TAKE〜
オリジナル：ピーボ・ブライソン&セリーヌ・ディオン（映画『美女と野獣』より）
編曲：Hibiki Hanasaka
4. SUMMER TIME
編曲：片寄明人 from Great 3
5. A SONG FOR YOU
オリジナル：レオン・ラッセル
編曲：島健
6. ALWAYS 〜featuring 光永泰一朗&光永亮太〜
オリジナル：アトランティック・スター
編曲：コモリタミノル
7. LOVIN' YOU
オリジナル：ミニー・リパートン
編曲：大黒摩季

## LUXURY 22-24pm & 4you

### 内容
- 2009年にリリースした「LUXURY 22-24pm」の初回限定盤も含む収録曲全曲を最新デジタルリマスタリングにて収録[2]。
- 2009年の発売時は、洋楽カバー集のディスクが初回限定盤のみの付属であったが、今作では、「初回限定BIG盤」「通常盤」どちらにも2枚組形態として付属[3]。また、ディスク1がセルフカバー集、ディスク2が洋楽カバー集という構成も2009年発売時と同様である。
- さらに、新録曲として、セルフカバー集のディスク1には「ら・ら・ら」のChritmas ver.を収録[2]。洋楽カバー集のディスク2には、ボニー・レイットの「I CAN’T MAKE YOU LOVE ME」、キャロル・キングの「You've Got a Friend」(doaの徳永暁人との共演作[3])、ベッド・ミドラーの「The Rose」の3曲のカバーを追加収録。
- 「Greatest Hits 1991-2016 〜All Singles +〜」より開始した、A4サイズのスペシャルパッケージである「BIG盤」も継続[3]。
- 2017年12月16日からは、本作を引っ提げて、「LUXURY」をコンセプトととした東名阪ライブツアー「MAKI OHGURO LUXUARY + TOUR 2017」が開催された[4]。

- クレジットにおいて、全曲の作詞が大黒摩季&ビーイング・スタッフとなっていたものが大黒摩季単独表記に戻されている。

### 収録曲
- ★は新録曲。
- 全作詞・作曲：大黒摩季

#### DISC-1
1. Harlem Night
編曲：キハラ龍太郎
2. Twisty Love
編曲：塚崎陽平
3. DA・KA・RA
編曲：TOKU
4. 夏が来る
編曲：澤田浩史
5. あなただけ見つめてる
編曲：Jazztronik
6. 虹ヲコエテ
編曲：DEPAPEPE
7. あぁ
編曲：仲井戸麗市
8. Stay with me baby
編曲：武部聡志
9. 子供の国へ
編曲：河野圭
10. STOP MOTION
編曲：大黒摩季
11. ら・ら・ら（Christmas ver.）★
編曲：原田喧太

#### DISC-2
1. SAVING ALL MY LOVE FOR YOU
編曲：西平彰
2. ALMOST PARADISE 〜featuring 中西圭三〜
編曲：松原憲
3. BEAUTY AND THE BEAST 〜featuring TAKE〜
編曲：Hibiki Hanasaka
4. SUMMER TIME
編曲：片寄明人 from Great 3
5. A SONG FOR YOU
編曲：島健
6. I CAN’T MAKE YOU LOVE ME ★
オリジナル：ボニー・レイット
編曲：Char
7. ALWAYS 〜featuring 光永泰一朗&光永亮太〜
編曲：コモリタミノル
8. YOU'VE GOT A FRIEND ～featuring 徳永暁人～ ★
オリジナル：キャロル・キング
編曲：徳永暁人
9. THE ROSE ★
  - オリジナル；ベッド・ミドラー

編曲：清塚信也[5]
10. LOVIN' YOU
編曲：大黒摩季